# Isa Boletini
Isa Boletini (Vushtrri, 15 januari 1864 – Podgorica, 23 januari 1916) was een Albanese guerrillastrijder en clanleider.
Boletini vervoegde zich bij de Albanese beweging Liga van Prizren in de strijd tegen Ottomaanse troepen. Hierna werd hij door het Ottomaanse leger ingelijfd als commandant en bouwde een machtsbasis op in de omgeving van Mitrovica. Hij diende vier jaar (1902–1906) als commandant van de Ottomaanse strijdkrachten. Ook was hij de lijfwacht van sultan Abdülhamid II.
In 1909 kwamen Boletini en andere Albanese clanleiders in opstand tegen het opleggen van belastingen door de Jonge Turken aan de Albanezen. Hij was tevens, als vertegenwoordig van de oude garde die nog onder de sultan had gediend, niet geliefd bij het nieuwe Ottomaanse regime. Vervolgens speelde hij een belangrijke rol in de opstanden van Albanezen tegen de Ottomaanse heerschappij. Ook vocht hij tegen de Servische en Montenegrijnse troepen in Kosovo. Hij was een belangrijk figuur voor de onafhankelijkheid van Albanië in 1912.
Boletini werd vermoord in Podgorica. 